# Spurbus

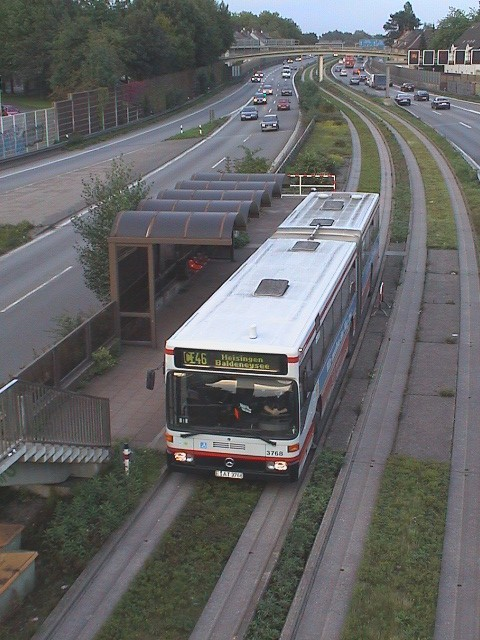
Spurbus Essen auf dem Mittelstreifen der Autobahn A40 "Ruhrschnellweg"

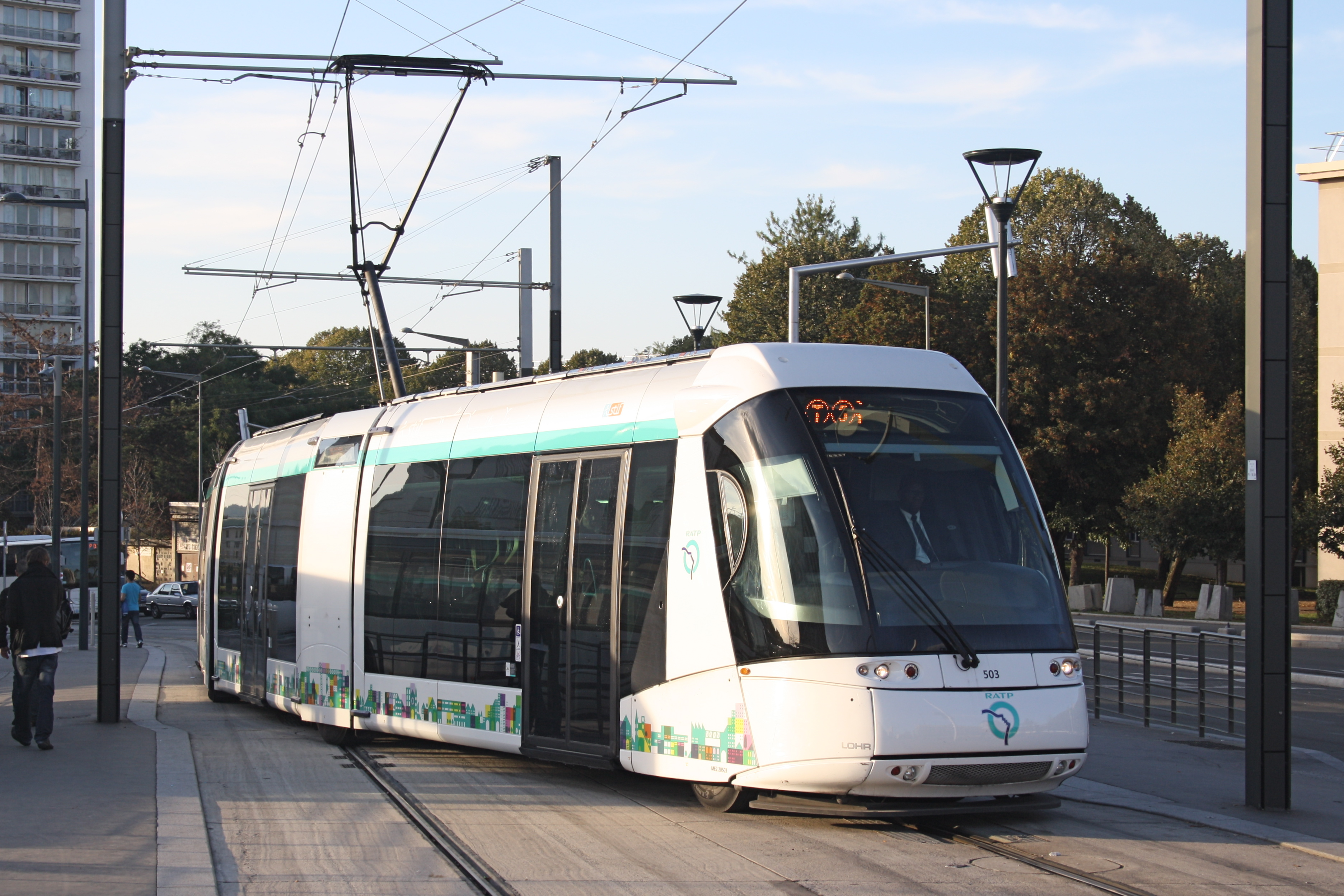
Tramway sur pneumatiques nach dem System Translohr im Pariser Vorort Sarcelles

Spurbus ist der Oberbegriff für verschiedene Verkehrssysteme, bei denen Omnibusse bzw. Oberleitungsbusse ähnlich einer Bahn entlang einer vorgegebenen Spur geführt werden. Alternative Begriffe sind Busbahn und Spur-Obus.
Während die frühen Systeme noch seriennahe Omnibus-Fahrzeuge verwendeten, ähneln die jüngeren Entwicklungen optisch oft eher modernen Straßenbahnfahrzeugen. Zu ihnen zählen die Tramway sur pneumatiques (Straßenbahn auf Gummireifen) der Hersteller Lohr Industrie und Bombardier.

## Frühe Vorläufer
Bereits gegen Ende des 19. Jahrhunderts erreichten sogenannte Perambulatorwagen eine gewisse Popularität, hierbei handelte es sich um frühe Zweiwegefahrzeuge, die eine Mischung zwischen Pferdestraßenbahn und Pferdeomnibus darstellten und sowohl spurgeführt auf regulären Straßenbahn-Rillengleisen als auch frei gelenkt fahren konnten. Eine Ableitung davon war der 1898 vorgestellte Elektrische Straßenbahn-Omnibus von Siemens & Halske, der wiederum eine Mischung aus elektrischer Straßenbahn und Batteriebus darstellte.
In den 1950er und 1960er Jahren betrieb außerdem die Deutsche Bundesbahn einen sogenannten Schienen-Straßen-Omnibus, der sowohl auf regulären Eisenbahnstrecken als auch auf der Straße fahren konnte.

## O-Bahn

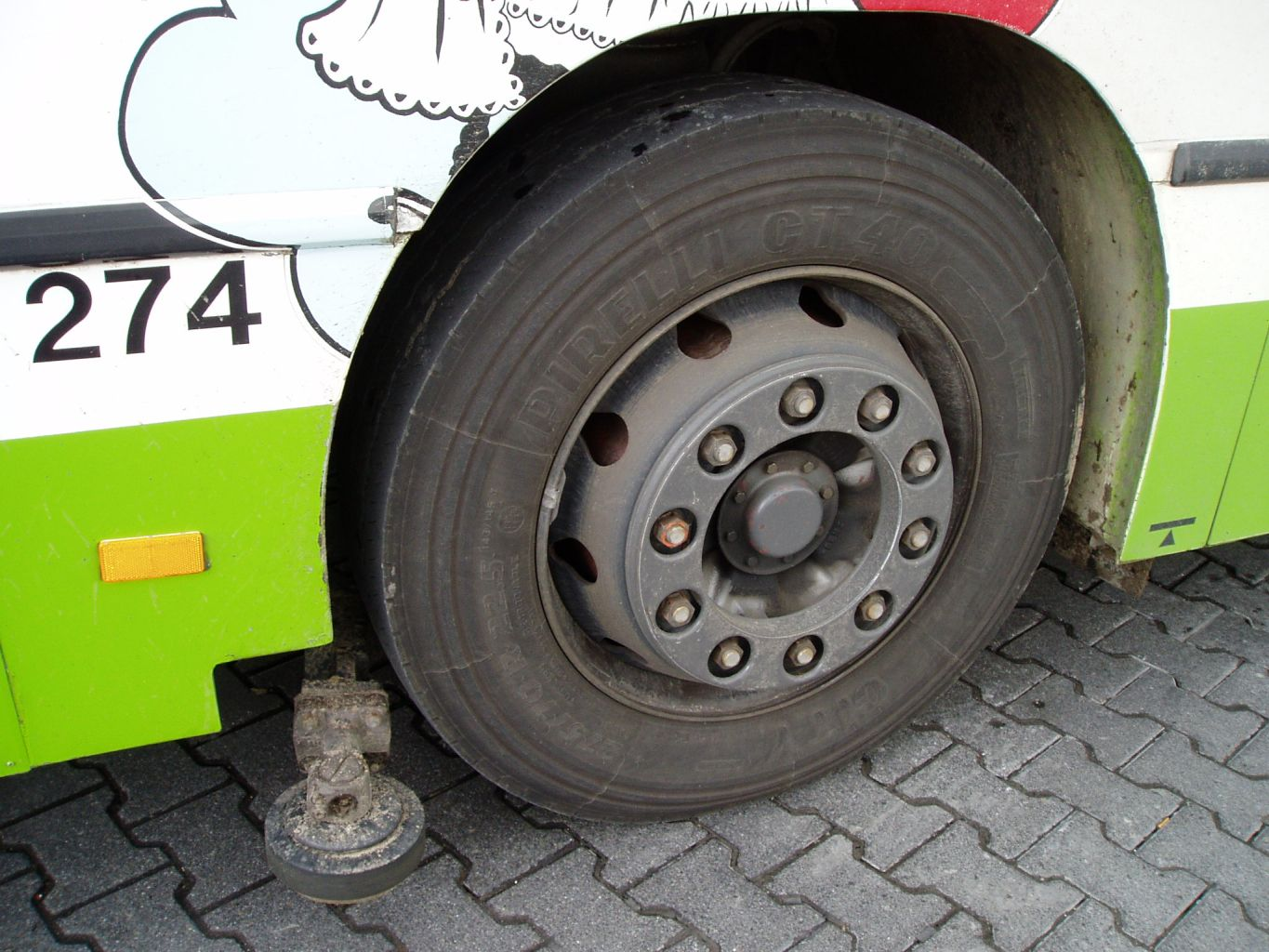
Führungsrolle an der Vorderachse eines MB O 405 N in Mannheim

### Internationale Verkehrsausstellung Hamburg 1979
Erstmals der breiten Öffentlichkeit vorgestellt wurde das Prinzip Spurbus von Daimler-Benz (Fahrzeuge) und Züblin (Fahrweg) auf der Internationalen Verkehrsausstellung (IVA) in Hamburg 1979, auf der fünf Mercedes-Benz O 305 an 24 Ausstellungstagen im Einsatz waren. Bei dem damals auch Omnibus-Bahn oder kurz O-Bahn genannten System wurden konventionelle Linienbusse auf einer Fahrbahn mit seitlichen, etwa 20 Zentimeter hohen Spurführungsbalken zwangsgeführt. An der Vorderachse befinden sich sogenannte Spurführungsrollen, die den Bus in der Fahrbahn lenken, Gelenkbusse haben darüber hinaus an den hinteren Achsen sogenannte Drängelrollen, die in Kurven den Abstand von den Spurführungsbalken sichern. Der Spurbus kann an bestimmten Abschnitten ohne die Spurführungsbanden diese Spur verlassen, vom Fahrer herkömmlich gelenkt werden und über Zufahrten mit Einführungstrichter wieder in die Spur eingefädelt werden.
Ziel der O-Bahn war es, die Vorteile von Bahnen (hohe Kapazität, geringer Platzbedarf, sicherer Fahrweg, hoher Fahrkomfort) und Bussen (Integration in den Straßenverkehr, flexiblere Erschließung dünn besiedelter Gebiete, günstige serienmäßig hergestellte Fahrzeuge) zu kombinieren. Vorgesehen war ein Baukastensystem, das sowohl fahrzeug- als auch infrastrukturseitig stufenweise erweitert werden könnte. Beim Rollmaterial waren Solowagen, Gelenkwagen oder Doppelgelenkwagen vorgesehen, bei der Trassierung neben gewöhnlichen Spuren auch Tunnelstrecken und aufgeständerte Hochtrassen – optional jeweils auch mit Oberleitung. Spurführungen sollten dabei vorwiegend im Bereich von stark frequentierten und von mehreren Linien bedienten Stammstrecken zur Anwendung kommen.
Für den Dieselbusbetrieb im Tunnel und das damit verbundene Belüftungsproblem wurde zudem mit einem Absaugsystem experimentiert. Hierzu wurde das Auspuffrohr der betreffenden Busse nach oben verlängert und erhielt einen speziellen Aufsatz, der maßgenau zwischen zwei Gummilippen passte. Mit diesen Lippen war die Rohrleitung, die an der Tunneldecke parallel zum Fahrweg verlief, abgedichtet. Bei der Einfahrt in den Tunnel klinkte sich der Bus dabei automatisch in das Absaugrohr ein. Für die entsprechenden Tests wurde der 730 Meter lange Bettingbergtunnel im Zuge der 1976 stillgelegten Bahnstrecke Lohr–Wertheim in den 1980er Jahren mit einer Spurbus-Betonfahrbahn und einem Absaugrohr ausgestattet. Verantwortlich hierfür war das damalige Unternehmen Mannesmann Rexroth AG aus dem nahen Lohr am Main.

### Versuchsanlage Rastatt (ab 1979)
Auf dem Mercedes-Benz-Werksgelände in Rastatt existierte ab 1979 eine elektrifizierte O-Bahn-Versuchsanlage, auf der unter Ausschluss der Öffentlichkeit die unterschiedlichen Systemkomponenten getestet wurden.
Später wurde die Anlage erheblich erweitert und vom 26. bis 28. Mai 1982 der internationalen Presse vorgestellt. Im Endausbau umfasste die Testanlage zwei getrennte Strecken mit rund drei Kilometern Länge, auf denen sowohl Busse mit mechanischer als auch mit elektronischer Spurführung sowie Weichen getestet wurden. Die Fahrbahn bestand aus Betonfertigteilen der Firma Züblin mit ebenerdigen und aufgeständerten Abschnitten sowie einem Tunnel. Eine Schnellfahrstrecke war für Geschwindigkeiten bis 100 km/h ausgelegt.
Insgesamt kamen auf der Rastatter Anlage vier verschiedene Fahrzeuge zum Einsatz; sie basierten auf seriennahen Omnibussen und Komponenten:
- ein 1981 gebauter O 305 GG (Zweirichtungsfahrzeug, Doppelgelenkwagen, Einholmstromabnehmer, nur in Rastatt im Einsatz)
- ein 1983 gebauter O 305 GTD (Duo-Gelenkbus, 1986 an den Oberleitungsbus Esslingen am Neckar abgegeben)
- zwei 1987 gebaute O 405 GTD (Duo-Gelenkbus, einer davon 1990 an den Oberleitungsbus Kapfenberg abgegeben)

### Langzeitversuch in Essen (seit 1980)

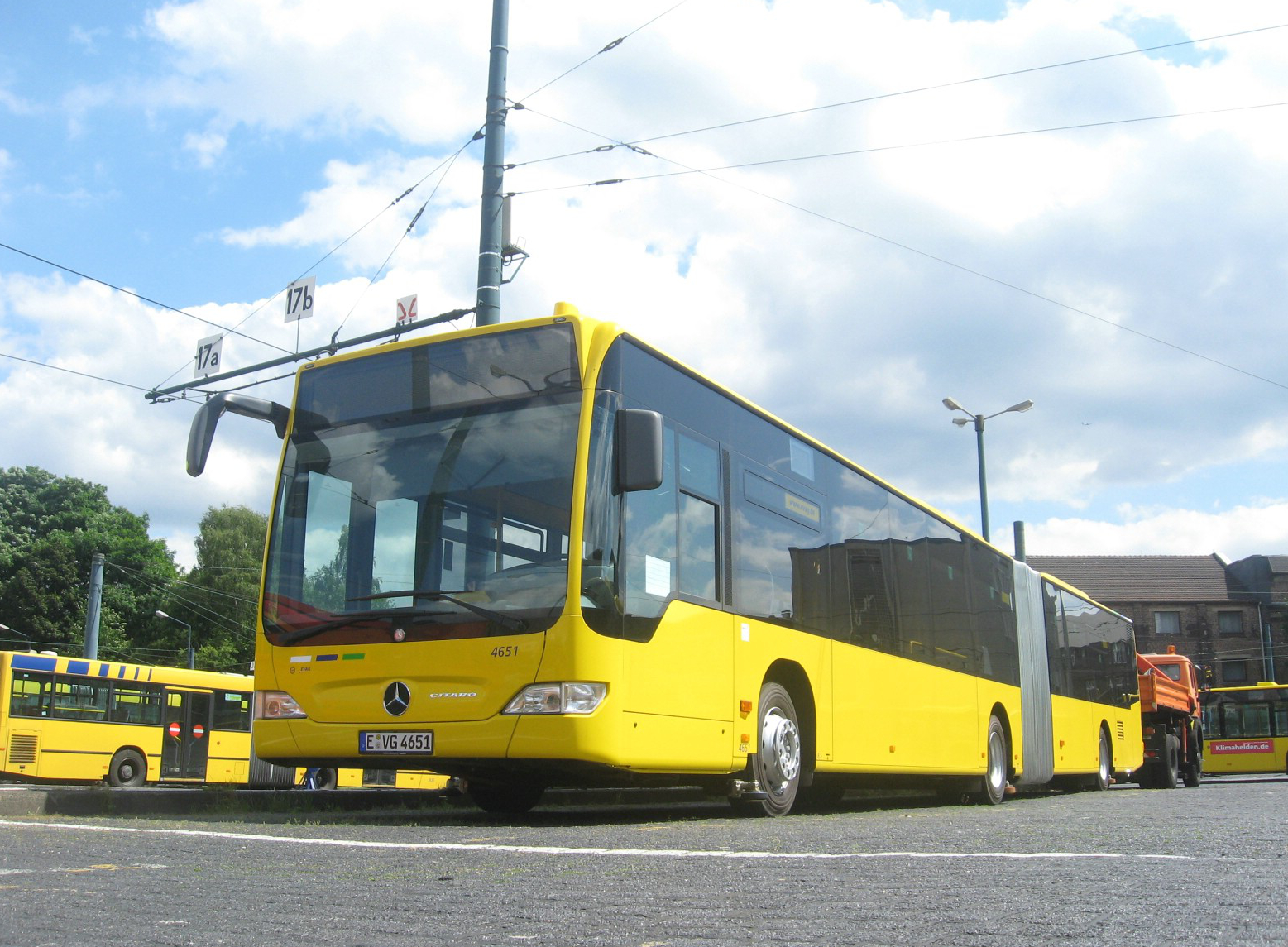
Erster Citaro-Spurbus der EVAG: Wagen 4651

Eine erste Spurbus-Trasse wurde 1980 zu Vorführungszwecken in Essen-Haarzopf auf einer 1,3 Kilometer langen Strecke in der Fulerumer Straße angelegt und durch die EVAG befahren. 
1983 folgte ein zweiter 1,0 Kilometer lange Abschnitt in der Wittenbergstraße. Sie wurde bis 1986 im Mischbetrieb mit der Straßenbahn befahren. Dort erfolgte erstmals auch der spurgeführte Betrieb mit Duo-Bussen, die zusätzlich zum Dieselmotor einen elektrischen Antrieb wie bei Oberleitungsbussen besaßen. Die Strecke in der Wittenbergstraße war bis 1988 elektrifiziert.
1985 kam eine etwa 3½ Kilometer lange Strecke auf dem Mittelstreifen des Ruhrschnellwegs (A 430, seit 1992 A 40) nach Essen-Kray hinzu, wo vorher die Straßenbahn verkehrte. Ab 1991 fuhren die Spurbusse im elektrischen Betrieb auch auf entsprechend hergerichteter Trasse durch den Stadtbahntunnel, dazu wurden die Fahrzeuge zusätzlich mit automatischen Zugsicherungseinrichtungen ausgestattet. Anlässlich einer Verlängerung des Tunnels 1991 wurden die Fahrzeuge mit Türen auf der linken Fahrzeugseite nachgerüstet, um an zwei neu eröffneten Stationen Mittelbahnsteige bedienen zu können. Im September 1995 wurde der Spurbusbetrieb im Tunnel nach zahlreichen Störungen wieder eingestellt, nur wenige Tage später endete der elektrische Betrieb im Stadtteil Kray und damit der Duo-Bus-Betrieb.

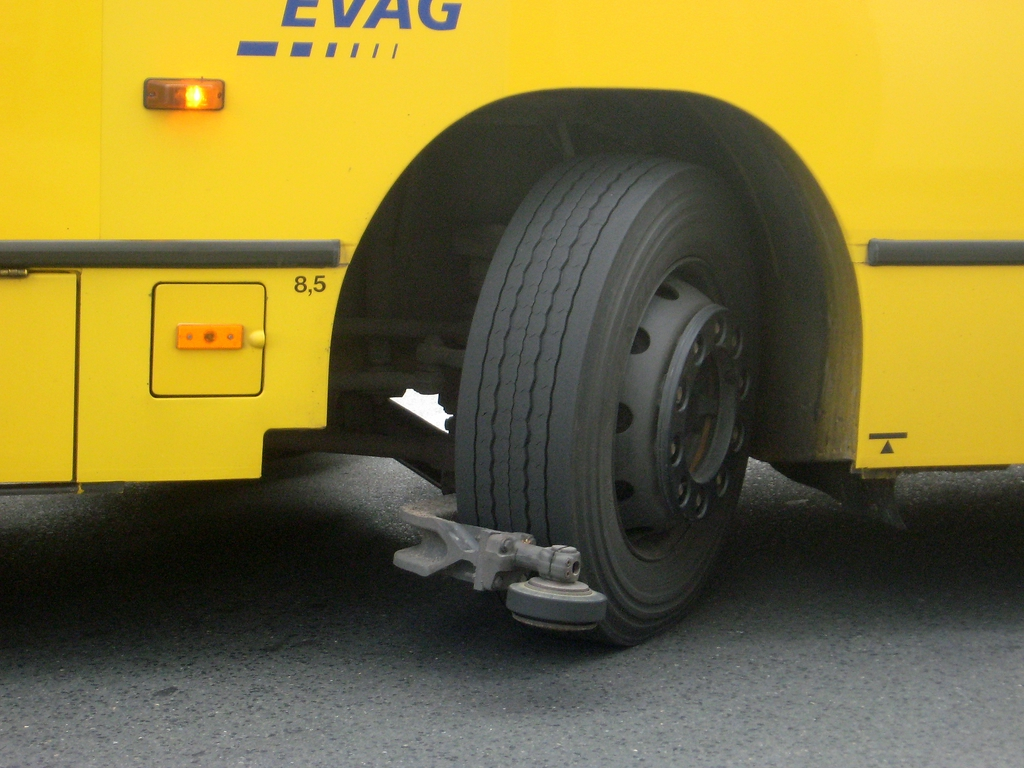
Spurrolle an einem Spurbus des Typs MB O 405 GN2

Dafür wurde bereits 2005 eine Ausschreibung veröffentlicht, die vorweg auch ein Testfahrzeug forderte. Im September 2007 wurde dann ein Citaro-II-Gelenkwagen mit Turmmotor für diese Zwecke bei der EVAG erprobt. Der Wagen wurde dabei auf allen noch vorhandenen Spurbusstrecken in Essen erprobt. Beim Citaro selbst handelte es sich um ein Serienfahrzeug, das im Werk Neu-Ulm für den Spurbusbetrieb umgerüstet wurde. Der Wagen weist in den Rädern der Vorderachse auch wieder Notlaufelemente auf. Diese ermöglichen es, im Fall eines platten Reifens den Bus aus eigener Kraft aus der Spurbusstrecke zu bringen.
Trotz der Breite von 2,55 Metern konnte der Testwagen ohne Probleme die vorhandenen Strecken befahren. Lediglich im Bereich der Haltestellen mussten die Bordsteine dort angepasst werden, wo sie geringfügig in das Spurbusprofil ragten. Dies war besonders auf der Strecke nach Kray der Fall, da sich durch Witterungseinflüsse die Randsteine teilweise verschoben hatten. Größere Anpassungen am Fahrweg selbst sind jedoch nicht nötig, so dass auch mit den nun aktuellen Fahrzeugen das System weiterhin betrieben werden kann. Für Essen sollen 47 Fahrzeuge (16 Solowagen (4151–4166) und 31 Gelenkwagen (4651–4681)) geliefert werden.
Die zuerst genannte Spurbusstrecke in Essen-Fulerum (Haarzopf) wurde Anfang 2009 geschlossen und im Oktober 2012 demontiert. Alle O 405 N2 wurden im Laufe des Jahres 2009 ausgemustert, die Solobusse verloren ihre Spurrollen und werden auf anderen Linien eingesetzt.
Im August 2014 wurde bekannt, dass die EVAG bzw. die Via-Verkehrsgesellschaft bereits damals Überlegungen anstellte, den Spurbusbetrieb gänzlich aufzugeben. Als Gründe wurden gestiegene Kosten durch fehlende Ersatzteile und Probleme bei der Erhaltung der damals noch bestehenden Fahrbahnen angegeben. Eine Alternativlösung für die damals vier Spurbuslinien gab es bis zu diesem Zeitpunkt jedoch nicht.
Der Betrieb auf der vorletzten Spurbusstrecke am Stadtwaldplatz wurde am 11. Oktober 2016 eingestellt und diese nachfolgend zurückgebaut sowie begrünt. Die Busse bedienen seitdem neue barrierefreie Haltestellen am Straßenrand. In Richtung Stadtwald soll es in Höhe der Schillerwiese künftig eine Busspur geben.
Für die letzte verbliebene Strecke zwischen Kray und Wasserturm wurde noch nach einer Lösung gesucht, da die regelmäßigen Staus auf der A40 auch weiterhin umfahren werden sollen. Für eine nicht spurgeführte Busspur ist der Mittelstreifen jedoch zu schmal. Daher wurde auch eine Wiederaufnahme des Straßenbahnbetriebs erwogen. 
Im Jahr 2020 wurden neue Spurbusse von Mercedes-Benz geliefert, um einen weiteren Betrieb der Strecke zu ermöglichen.

### Projekt Regensburg (1983)
Vergleichsweise weit fortgeschritten war im Dezember 1983 die Planung für einen Spurbustunnel in Regensburg. Im Bereich der denkmalgeschützten und verwinkelten Altstadt projektierten die Regensburger Verkehrsbetriebe (RVB) und ihr Aufsichtsratsvorsitzender, der damalige Oberbürgermeister Friedrich Viehbacher (CSU), seinerzeit eine 1520 Meter lange Stammstrecke im Tunnel für den Regensburger Stadtverkehr. Sie hätte vor dem Regensburger Hauptbahnhof mit einer Tunnelrampe in der Maximilianstraße begonnen und die unterirdischen Stationen Königsstraße, Domplatz, Haidplatz und Arnulfsplatz umfasst. Hinter dem Arnulfsplatz wären die Busse wieder an die Oberfläche gekommen. Der Tunnel wäre in bergmännischer Bauweise in einer Tiefe von zehn bis dreizehn Metern unter der Geländeoberfläche aufgefahren worden. Auch drei der vier 32 Meter langen Haltestellen, die mit seitlichen Bussteigen ausgestattet worden wären, hätten bergmännisch erstellt werden müssen. Der Radius der Tunnelröhren sollte 3,9 Meter, die Gesamtkosten circa 100 Millionen D-Mark betragen. Darüber hinaus veranschlagten die Ingenieure allein für die Reinigung, die Wartung und den Energiebedarf der Abgas-Ventilatoren jährlich 500.000 D-Mark. Zudem hätte die örtliche Feuerwehr spezielle quergelenkte Lösch- und Rettungsfahrzeuge neu beschaffen müssen. Letztlich scheiterte das Projekt an der Befürchtung, eine Untertunnelung der Altstadt, die auf Schwemmsand gebaut ist, könnte zu einer Absenkung des Grundwasserspiegels führen. Dies wiederum hätte zu erheblichen Schäden an der historischen Bausubstanz führen können.

### Mannheim (1992 bis 2005)

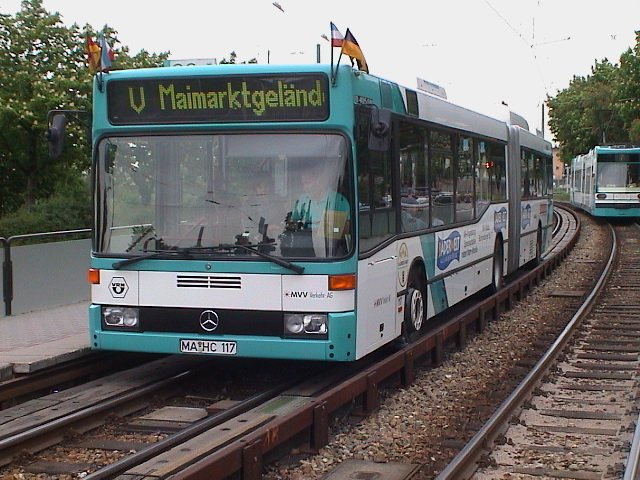
2004: Mercedes-Benz O 405 GN 2 auf der ehemaligen Spurbusstrecke in Mannheim

In Mannheim-Feudenheim gab es zwischen Mai 1992 und September 2005 eine 800 Meter lange Spurbusstrecke, die nur in einer Fahrtrichtung befahren wurde. Sie wurde angelegt, um zur Umgehung eines stauanfälligen Straßenabschnitts den vorhandenen separaten Bahnkörper der Straßenbahn mitbenutzen zu können. Die beiden etwa 50 Zentimeter breiten Fahrspuren bestanden aus Holzbohlen, die in Längsrichtung verlegt waren. 
Der Rückbau der Strecke begann im September 2005, da die Mehrzahl der mit Führungsrollen ausgestatteten Busse aus Altersgründen außer Dienst gestellt wurde. Eine Umrüstung neuerer Busse war nicht vorgesehen. Hierbei spielt auch eine Rolle, dass neuere Busse in der Regel mit einer Fahrzeugbreite von 2,55 Metern gebaut werden und somit fünf Zentimeter breiter sind als Busse älterer Bauart, wodurch entweder kostspielige Sonderanfertigungen oder Streckenumbauten nötig geworden wären. Der Streckenabschnitt wurde anschließend mit einer Asphaltfahrbahn und Rillenschienengleis ausgestattet und kann so mit normalen Bussen befahren werden.
Im Rahmen des Kaiserslauterer Modells war in den 1990er Jahren geplant, das Konzept für eine Verbindung von Bus und Bahn in der Innenstadt von Kaiserslautern zu nutzen. Das Konzept wurde allerdings nie verwirklicht.

### Weltweit

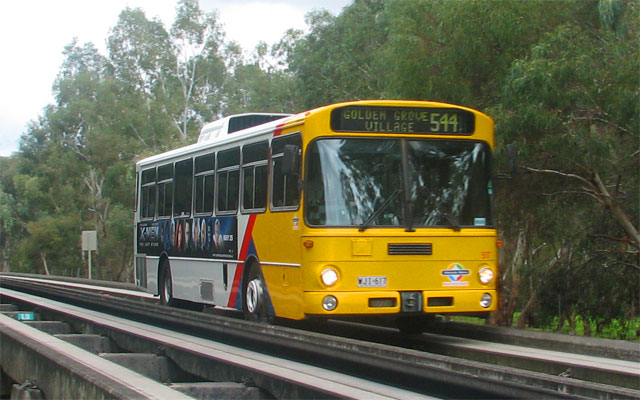
Mercedes-Benz O 305 auf der O-Bahn Adelaide (2006)

Die weltweit längste Spurbusstrecke ist die Strecke des Spurbus Cambridgeshire zwischen Cambridge und St Ives mit 25 Kilometern, die am 7. August 2011 eröffnet wurde. Die zweitlängste Strecke mit zwölf Kilometern ist die am 2. März 1986 in der australischen Stadt Adelaide eröffnete O-Bahn Adelaide.
Weitere Installationen finden sich in Großbritannien, wo in Leeds, Bradford, Crawley und Ipswich Spurbusstrecken existieren.
Ein Versuchsabschnitt in Birmingham wurde zwischenzeitlich wieder aufgegeben. Die Spurbusstrecke in Edinburgh war von Dezember 2004 bis Januar 2009 auf einem Trassenteil der dortigen Straßenbahn in Betrieb.

## Tramway sur pneumatiques

### Bombardier GLT/TVR

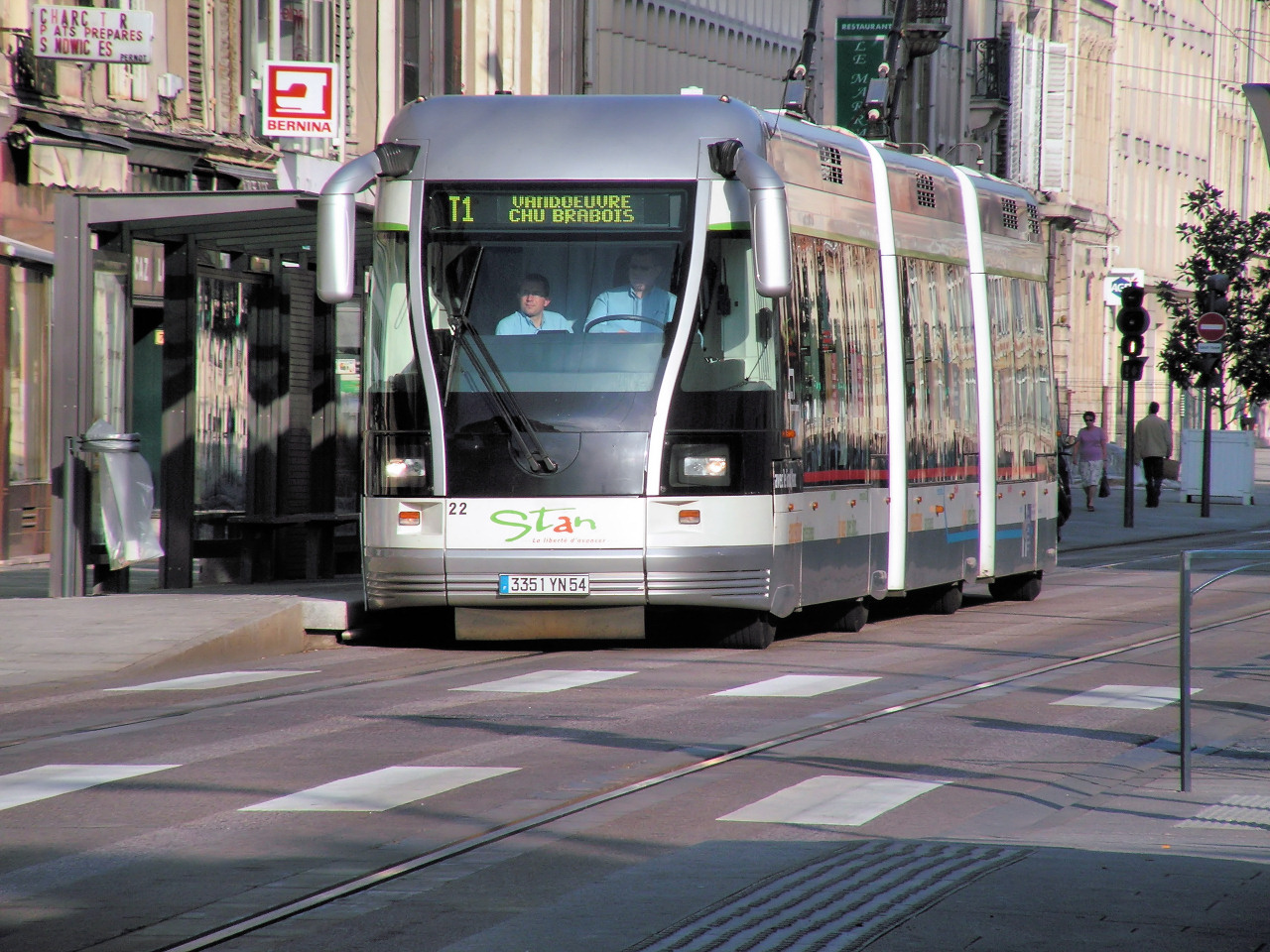
TVR-Tram in Nancy

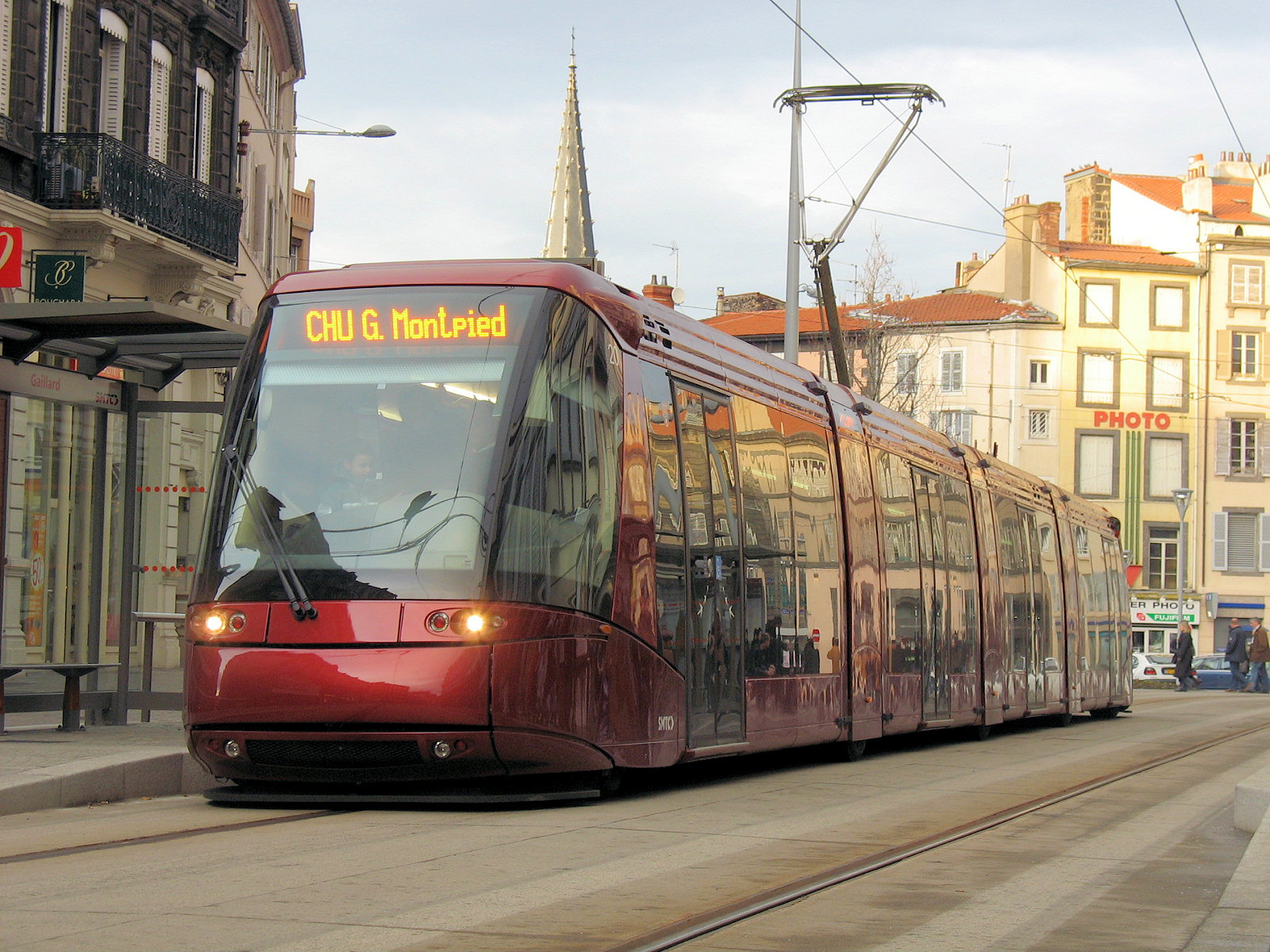
Translohr in Clermont-Ferrand

In den 1980er Jahren wurden durch BN (La Brugeoise et Nivelles) in Belgien busähnliche Doppelgelenkfahrzeuge auf acht Gummirädern entwickelt, die von einer mittig im Asphalt eingelassenen Stahlrillenschiene geführt werden, jedoch auch herkömmlich gelenkt werden können. Dieses als GLT (Guided Light Transport) bezeichnete System konnte elektrisch wie beim O-Bus mittels Stromes aus einer Doppelfahrleitung oder mit Dieselmotor fahren. Ein Prototyp wurde 1985 in Brüssel vorgeführt, ab 1988 wurde eine Teststrecke zwischen Jemelle und Rochefort betrieben.
Die ursprünglich hochflurigen Fahrzeuge wurden von Bombardier in den 1990er Jahren weiterentwickelt. Ab 1997 wurden die neuen Niederflur-Fahrzeuge dann als TVR (Transport sur voie réservée) bezeichnet (auch aufgrund der Ausrichtung auf den französischen Markt).
Die erste Installation des neuen Systems erfolgte im Jahr 2000 in der französischen Stadt Nancy, wo das bestehende Netz aus O-Bussen ergänzt wurde. Die Fahrzeuge der Tramway de Nancy besaßen zweipolige Stromabnehmer und konnten sowohl als spurgeführte Busbahn als auch auf anderen Teilen der Strecke als vom Fahrer gelenkte O-Busse fahren. Der öffentliche Betrieb des STAN begann am 11. Februar 2001, nach zwei Unfällen im März wurden der Betrieb jedoch für ein Jahr stillgelegt und die Fahrzeuge überarbeitet. Am 12. März 2023 wurde der Betrieb dauerhaft eingestellt.
Bei der folgenden Installation in Caen, ebenfalls in Frankreich, wurden nahezu identische Fahrzeuge wie in Nancy eingesetzt. Die am 15. November 2002 eröffnete und am 31. Dezember 2017 stillgelegte Tramway de Caen (auch Twisto genannt) verwendete jedoch einpolige Stromabnehmer, wie sie auch bei der klassischen Straßenbahn verwendet werden. Da hierbei die Stromrückführung über die am Boden befindliche Führungsschiene erfolgte, war nur der spurgeführte Betrieb möglich.
Das System TVR bewährte sich nicht. Der Hersteller Bombardier hat die Fahrzeuge inzwischen aus dem Programm genommen. In Caen verkehrte die letzte Bahn am 31. Dezember 2017, seit dem 27. Juli 2019 verkehrt dort eine „normale“ Straßenbahn. In Nancy sollen ab 2024 Doppelgelenk-Oberleitungsbusse zum Einsatz kommen. Eine Straßenbahn erscheint frühestens nach 2030 realistisch.

### Translohr
Die von Lohr Industrie entwickelte Technik des Translohr setzt wie der TVR eine mittig eingelassene Schiene ein. Die Fahrzeuge sind Zweirichtungs-Gelenkfahrzeuge, die nur auf spurgeführten Strecken fahren können (im Gegensatz zu dem auch frei lenkbaren TVR).
Seit 2015 bestehen in vier Ländern insgesamt sieben Translohr-Systeme. Außer dem Translohr Clermont-Ferrand sind dies die Linien T5 und T6 im Pariser Umland, Padua und (Venedig-) Mestre in Italien, Tianjin und Shanghai in der Volksrepublik China sowie Medellín in Kolumbien.

## Induktive Spurführung

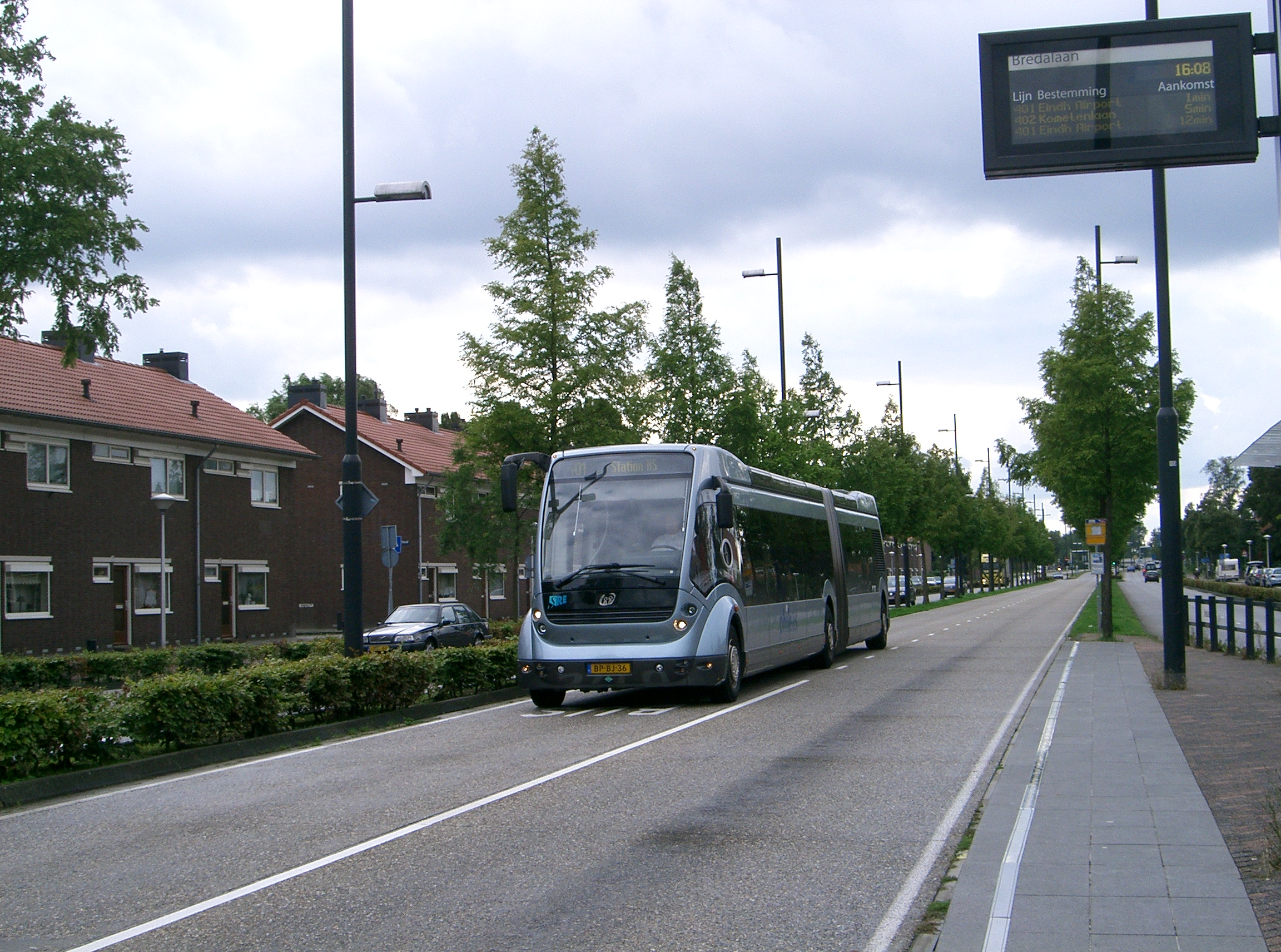
Phileas in Eindhoven

In Fürth gab es von Mai 1984 bis Dezember 1985 einen Versuch mit induktiv geführten Spurbussen von MAN und Daimler-Benz. Der Betrieb erfolgte im regulären Fahrbetrieb auf einer Demonstrationsanlage in der Königswarterstraße. Nach der Beendigung der Versuche wurden jedoch keine weiteren Strecken errichtet.
Der in den Niederlanden entwickelte Phileas verwendet in die Fahrbahn eingelassene Magnete zur Spurführung, ebenso wie das von Toyota entwickelte IMTS.
Induktive Spurführung wird ebenfalls beim Service-Tunnel-Transport-System im Eurotunnel eingesetzt und bei vielen fahrerlosen Transportsystemen innerhalb größerer Fabrikanlagen oder Containerterminals.

## Optische Spurführung

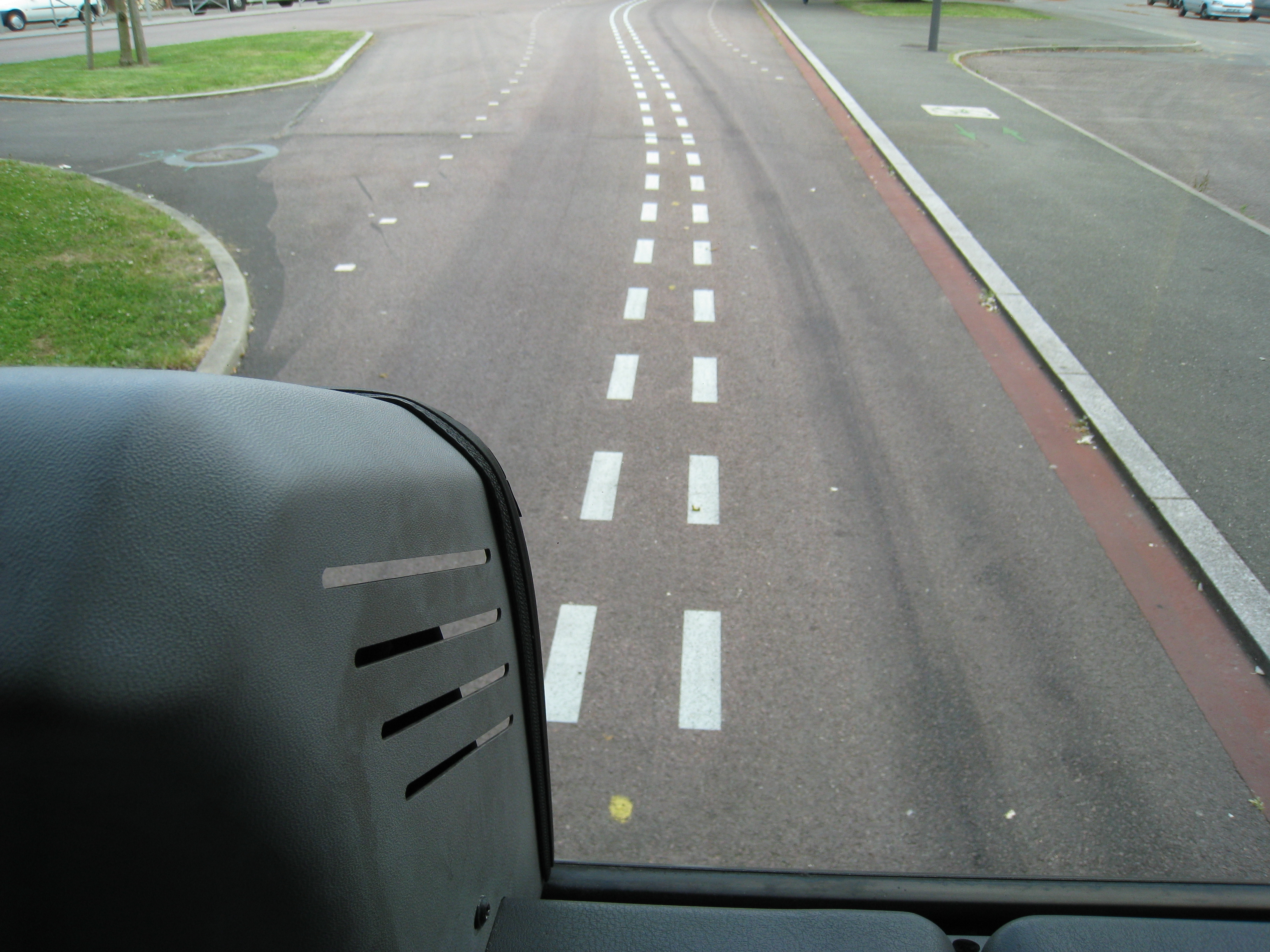
Rouen: Blick aus dem Bus auf die Spurführungslinie

### CiVis
Unter dem Namen CiVis (lat.: Bürger) wurde in Frankreich von Renault und Matra ein System entwickelt, das die Vorteile von Omnibus und Straßenbahn kombinieren soll. Aus kartellrechtlichen Gründen ging das System später an die Firma Irisbus.
Mit einer Spezialfarbe wird auf die Fahrbahn eine gestrichelte Doppellinie aufgetragen. Eine Kamera verfolgt diese Markierung und ein Bildverarbeitungssystem überprüft die Informationen der Kamera. Der Bordcomputer übernimmt dann die Lenkung des Fahrzeugs. Der Busfahrer muss nur noch beschleunigen und bremsen. Bei Hindernissen im Spurverlauf kann der Fahrer die Steuerung wieder übernehmen. Wie ein Bus kann CiVis Hindernissen ausweichen und sich anschließend wieder in die Markierungsbahn einfädeln. Vorteil ist eine hohe Flexibilität während der Fahrt. Es sind bereits 300 Busse mit diesem System im Einsatz.
Die Steuerung über das Bildverarbeitungssystem birgt systemische Probleme in sich, da das richtige Erkennen und Interpretieren manchmal durch Umwelteinflüsse (Spiegelungen bei Nässe, Schneeauflage) gehemmt wird.

### AutoTram
Unter dem Namen AutoTram entwickelt das Fraunhofer-Institut für Verkehrs- und Infrastruktursysteme (IVI) in Dresden ein Transportsystem mit optischer Spurführung sowie dem Antrieb durch Schwungradspeicher.

## Fahrbahn
Ein wesentliches konstruktives Problem bei Spurbussen und ähnlichen Systemen in Gummi-Fahrbahn-Technik ist die Gestaltung des Oberbaus.
Das Problem kennt jeder, der sich die Fahrbahnbeläge an stark frequentierten Bushaltestellen angesehen hat. Es bilden sich innerhalb von einigen Monaten deutliche Spurrillen, die dort durch die Bremsvorgänge vertieft werden und im Längsprofil gewellt erscheinen.
Beim Fahren in der Spurführung ist diese Rillenbildung auch auf offener Strecke verstärkt und führt dazu, dass die Rillen in periodischen Abständen aufgefüllt werden müssen. Aus diesem Grund ist für Spurbusstrecken die Verwendung von Asphalt auszuschließen. Das an Bushaltestellen beliebte Steinpflaster scheidet aufgrund der erheblichen Minderung des Fahrkomforts ebenfalls aus.
Was bleibt, sind technologisch anspruchsvolle Beläge aus faserverstärkten Betonschichten, mit Kunstharz gebundener Beton oder Stahlfahrbahnen mit Strukturbelag, um den Schlupf der Reifen zu verhindern. Notlaufvorrichtungen (für den Fall geplatzter Reifen) aus Stahl sind ohnehin notwendig. Darüber hinaus ist unter Umständen bei Steigungsstrecken die Beheizung der Fahrbahn notwendig, um Glatteisbildung in den immer wieder neu entstehenden Spurrillen zu vermeiden. Auch die Fahrdynamik des Spurbusses stellt im höheren Geschwindigkeitsbereich (über 25 km/h) höchste Anforderungen an die Fahrbahngeometrie.
Bei Gleisanlagen kann manchmal in Kurven die Riffelbildung beobachtet werden. Sie entsteht insbesondere durch eine Hemmung der leicht pendelnden Bewegungen der Spurkranzradsätze. Die Gleisgeometrie ist auf diese Bewegung durch eine leichte zur Gleisachse hin fallende Anordnung der Schienenköpfe und die konische Formung der Eisenradsätze angepasst. Auch Automobile haben eine ähnliche Gestaltung der Radsätze zum Erreichen einer stabileren Straßenlage.
Fakt dabei ist jedoch, dass sich selbst die konstante Geradeausfahrt aus einer Reihe flacher Pendelbewegungen des Fahrzeugs um seinen Schwerpunkt nach links und rechts zusammensetzt. Diese wird bei langer Geradeausfahrt in Spurführung auch für einen Bus zu einem wesentlichen Faktor, da die Spurflächen ebenso wie Schienenköpfe leicht nach innen geneigt werden müssen, um auf den Spuren neben der Rillen- die Riffelbildung und damit holpernde Geradeausfahrt zu vermeiden. Dies erfordert wiederum eine genaue Abstimmung mit dem darauf verkehrenden Fahrzeug.

## Einsatzbereiche – generelle Feststellungen
Angesichts der Ansprüche an die Fahrbahn eines Spurbusses ist zu erkennen, dass für die Minderung der Spurrillenbildung, für die Verbesserung der Fahrgeometrie und Fahrdynamik, für Sicherheitseinrichtungen gegen Reifenplatzer und nicht zuletzt für die verschiedenen Spurführungssysteme so viel Geld aufgewendet werden muss, dass die Kosten, auf die jeweilige Lebenszeit bezogen, mit denen eines normalen Gleiskörpers vergleichbar sind. Das einzelne Fahrzeug kostet in der Anschaffung signifikant weniger, allerdings ist auch die Lebensdauer von Bussen kürzer als die von Straßenbahnfahrzeugen.
Spurbusstrecken sind daher vor allem als Systemergänzungen in stark wachsenden Klein- und Mittelstädten ohne bestehenden Straßenbahnbetrieb einzusetzen. Haben diese klar definierte, stark frequentierte, aber kurze Überlandachsen zur Verbindung einzelner Streusiedlungsteile des Großraums, so kann der Spurbus hier ein geeignetes Verkehrsmittel sein.
Der Spurbus eignet sich zudem als Platzhalter für künftige Achsen höherwertiger Transportmittel und zur Attraktivitätssteigerung bestehender Busstrecken, die mangels Finanzkraft nur langfristig in Bahnstrecken umgewandelt werden können. Werden keine allzu hohen Anforderungen an die Fahrgeschwindigkeit gestellt und bewegt diese sich im 30-km/h-Bereich, so sind auch die oben beschriebenen Fahrwegprobleme mit geringem Finanzaufwand beherrschbar.